# 「untitled」
《「untitled」》是嵐的第19張專輯，第16枚原創專輯，日本於2017年10月18日發行，台壓版於2017年11月24日發行。唱片公司為J Storm。

## 概要
- 與上一張原創專輯《Are You Happy?》相距約1年。
- 收錄第50張單曲「Power of the Paradise」、第51張單曲「I'll be there」、第52張單曲「繫」，一共3首A面曲。
- 新曲《「未完」》為此專輯主打曲目。
- 與前作不相同，本作未有收錄了各成員的獨唱曲。
- 本作分「初回限定盤」和「通常盤」2種版本。初回限定盤收錄《「未完」》的PV和MAKING，通常盤則收錄隱藏歌曲「乾杯・曲」和4首unit歌曲。[1]
- 「初回限定盤」附贈歌詞寫真小冊子（80頁），「通常盤」附贈歌詞小冊子（36頁）。

## 收錄內容

### CD
1. Green Light
（作词：AKIRA、JUNE／作曲：Christofer Erixon、Josef Melin／編曲：石塚知生）
2. 繫（つなぐ）
（作詞：paddy／作曲：Peter Nord、Kevin Borg／編曲：佐々木博史）
52th單曲。電影「忍者之國」主題曲。
3. ｢未完｣
（作詞：JUNE／Rap詞：櫻井翔／作曲:Josef Melin／編曲：佐々木博史）
主打歌曲。
4. Sugar
（作詞：HIKARI／作曲：iiiSAK、HIKARI／編曲：iiiSAK）
5. Power of the Paradise
（作詞：paddy／作曲：nobby／編曲：ha-j）
50th單曲。日本電視台2016里約奧運主題曲。
6. 以原始的姿態（ありのままで）
（作詞：Atsushi Shimada・MiNE／作曲：Christofer Erixon、Joakim Bjornberg、Atsushi Shimada／編曲：Atsushi Shimada）
7. 風雲
（作詞：IROCO-STAR／作曲：Erik Lidbom、Simon Janlov／編曲：metropolitan digital clique）
8. I'll be there
（作詞：Goro.T／作曲：Fredrik "Figge" Bostrom、佐原康太／編曲：佐原康太、metropolitan digital clique）
51th單曲。劇集「貴族偵探」主題曲。
9. 擁抱（抱擁）
（作詞：ORI／Rap詞：櫻井翔／作曲：Victor Sagfors、Peter Boyes、Caroline Gustavsson／編曲：吉岡たく）
10. Pray
（作詞：IROCO-STAR、村松裕子／作曲：Erik Lidbom、wonder note／編曲：Erik Lidbom）
11. 光
（作詞：Komei Kobayashi／Rap詞：櫻井翔／作曲：久保田真悟、KOUDAI IWATSUBO、佐々木久美／編曲：久保田真悟）
12. 朝向彼方（彼方へ）
（作詞：RUCCA／作曲：TAKAROT、iiiSAK／編曲：TAKAROT、河合英嗣）
13. Song for you
（作詞：市川喜康／作曲：Simon Janlov、wonder note、Kevin Charge、Erik Lidbom、SHIROSE、山下康介／編曲：山下康介）
14. buzzNIGHT（バズりNIGHT）
（作詞：多田慎也／作曲：A.K.Janeway、多田慎也／編曲：A.K.Janeway）
相葉雅紀、大野智、櫻井翔的unit歌曲
15. 夜之影（夜の影）
（作詞：Funk Uchino／作曲：MLC、Soma Genda 編曲：Soma Genda・Captain B）
松本潤、二宮和也、大野智的unit歌曲
16. UB
（作詞：ASIL／作曲：Samuel Waermö、Stefan Ekstedt、Didrik Thott／編曲：佐々木博史）
相葉雅紀、二宮和也的unit歌曲
17. Come Back
（作詞、作曲、編曲：田中直／Rap詞：櫻井翔）
松本潤、櫻井翔的unit歌曲
18. 乾杯・曲（カンパイ･ソング）<Bonus Track>
（作詞：halmelnuts／作曲：Kehn Mind／編曲：河合英嗣）

### DVD
1. 「｢未完｣」PV+Making

## 腳註
1. ↑  .   [2019-03-14]. （原始内容存档于2020-11-03）.